# Macrojoppa confusa
Macrojoppa confusa là một loài tò vò trong họ Ichneumonidae.